# Familien - om bolig- og levevilkår i Bombay
Familien - om bolig- og levevilkår i Bombay er en dansk dokumentarfilm fra 1974 med instruktion og manuskript af Per B. Rasmussen efter manuskript af Per B. Rasmussen. Filmen hører sammen med to andre film fra Indien, Landsbyen - om et kasteløst samfund og Bonden - om en kollektiv familie på landet.

## Handling
Familien Pherwani tilhører middelstanden. Den lever i en boligkarré i den nordlige del af byen. Der er fire børn, og moderen er hjemmegående. Faderen har en god skoleuddannelse og en betroet stilling som værkfører i en stor industrivirksomhed, så der er råd til en god skolegang for børnene - selv pigerne. Denne familie har tryghed, bolig og viden i modsætning til det store flertal af Bombays indbyggere.